# Álbuns número um na Billboard 200 em 2015

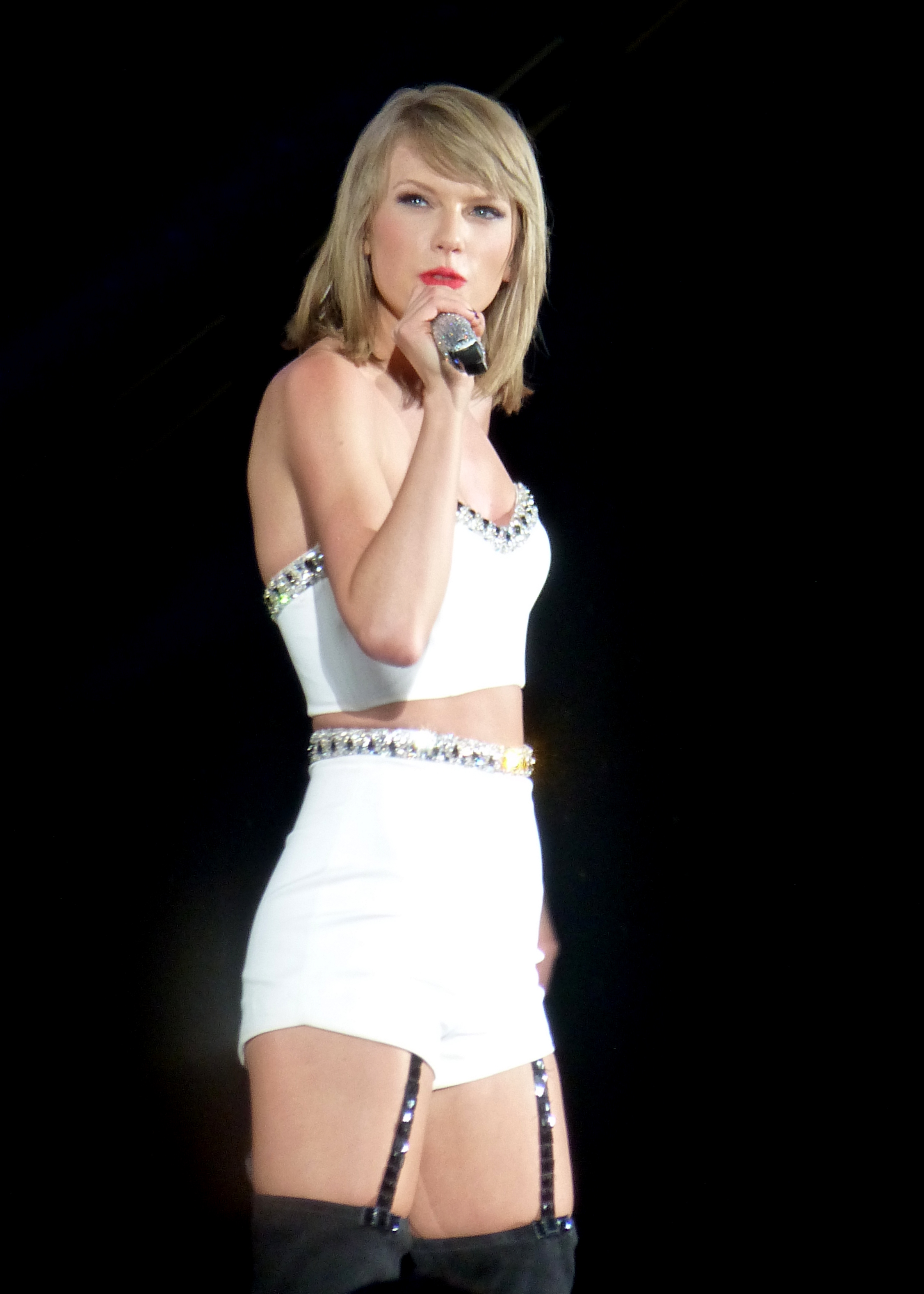
1989, de Taylor Swift, permaneceu no topo da lista num total de seis semanas não consecutivas, sendo o disco com mais tempo na liderança no ano e o de melhor desempenho durante o calendário de edição da revista.

A lista dos álbuns que alcançaram a primeira posição da Billboard 200 em 2015 foi realizada através de dados compilados pela Nielsen SoundScan, baseando-se nas vendas físicas, digitais e fluxo de média dos álbuns a cada semana nos Estados Unidos, e publicados pela revista Billboard. Em 10 de julho, a publicação alterou o dia habitual de publicação da atualização de todas as suas tabelas musicais de quinta para terça-feira, devido à criação pela Federação Internacional da Indústria Fonográfica (IFPI) de uma data de lançamento a nível global para registos fonográficos na indústria musical. Para cobrir os primeiros sete dias de edição de um trabalho, o período de compilação de dados foi ajustado pela Nielsen de sexta até quinta-feira, em oposição ao ciclo de segunda-feira a domingo que era utilizado desde 1991.
Durante o decorrer do ano, 39 foram os discos que atingiram o topo da tabela nas 52 edições da revista. O disco 1989 de Taylor Swift foi o primeiro a atingir o topo da tabela musical com 375 mil cópias vendidas, e a encerrar o ciclo, com 728 mil unidades faturadas, foi 25 de Adele. Foi o álbum de Swift que mais semanas permaneceu na primeira posição da lista, num total de seis não consecutivas, totalizando onze com cinco da edição do ano anterior. É a segunda vez que a artista norte-americana regista esta distinção, depois de Fearless em 2009, tornando-se a quarta pessoa a conseguir listar-se nas tabelas de final de ano com dois álbuns em anos subsequentes, seguida de 50 Cent (Get Rich or Die Tryin', em 2003, e The Massacre, em 2005), Whitney Houston (o seu trabalho homónimo em 1986 e a banda sonora The Bodyguard em 1993) e Elton John (Goodbye Yellow Brick Road, em 1974, e Greatest Hits, em 1975).
Ao longo de 2015, outros destaques vão para a cantora britânica Adele, que com o seu terceiro disco de originais 25 a chegar ao topo, conseguiu tornar-se na primeira intérprete a vender mais de três milhões de cópias numa semana apenas desde do início da recolha de dados em 1991. É também a segunda a superar números como dois milhões em oito dias, recorde antes detido pela banda NSYNC com No Strings Attached, que se estreou com 2 milhões e 420 mil em março de 2000. Os rappers Drake e Future, ao editarem What a Time to Be Alive, tornaram-se nos primeiros atos de hip-hop a conseguir múltiplas vezes atingir a liderança da Billboard 200 em menos de doze meses, depois de ambos terem registado primeiras posições com os seus álbuns de estúdio If You're Reading This It's Too Late e DS2, respetivamente. Pela primeira vez nas suas carreiras, Meghan Trainor, Big Sean, Kendrick Lamar, Shawn Mendes, James Taylor, Meek Mill, Tyrese Gibson, Future, The Weeknd, Fetty Wap; as bandas Alabama Shakes, Muse, Breaking Benjamin, Florence and the Machine, Pentatonix; e o duo Twenty One Pilots alcançaram a primeira posição durante o decorrer do ano. Não foram somente os álbuns de estúdio a liderarem a tabela musical: a banda sonora da primeira temporada da série Empire e dos filmes Furious 7, Pitch Perfect 2 e Descendants também atingiram o topo da lista.

## Histórico

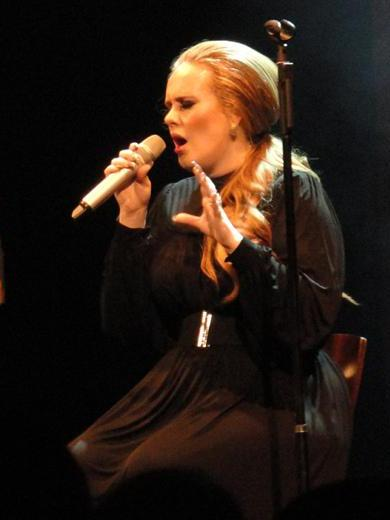
25 de Adele tornou-se no primeiro disco a registar mais de três milhões de cópias vendidas numa semana só.

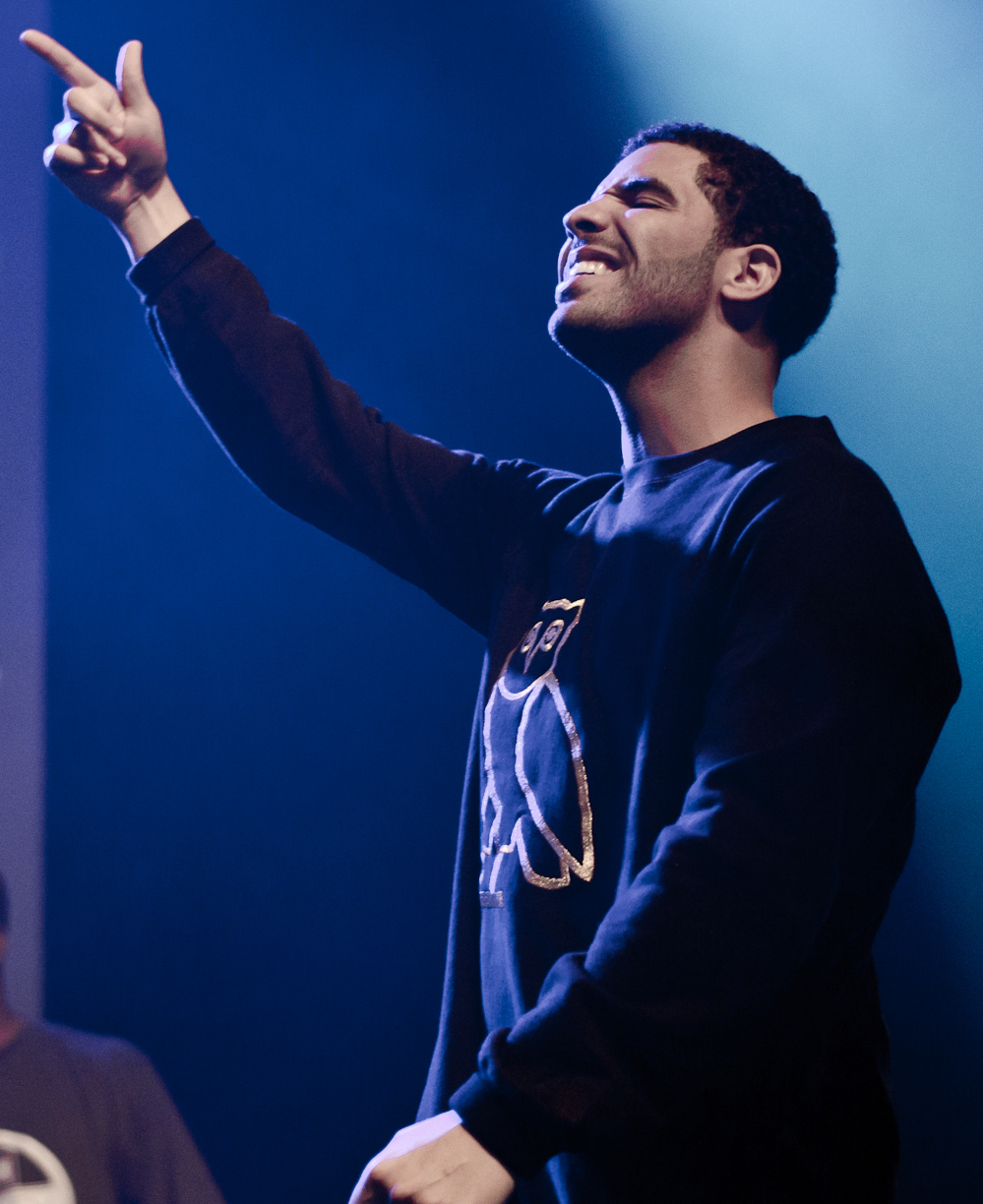
Os rappers Drake (foto) e Future são os primeiros artistas de hip-hop a registar múltiplas semanas de liderança com dois discos em menos de um ano.

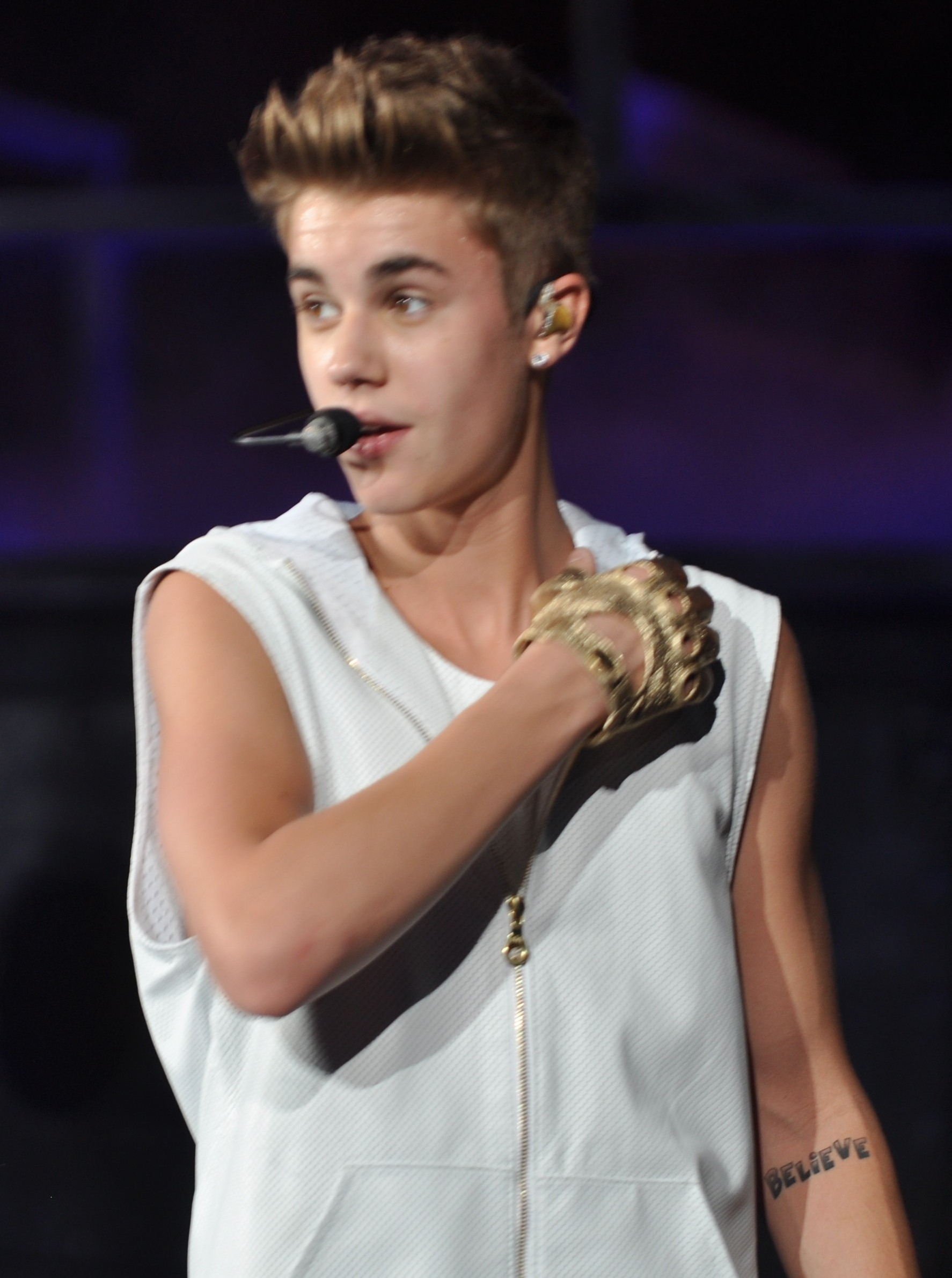
O cantor Justin Bieber registou a segunda melhor semana de estreia na tabela com Purpose, além de ser a sexta vez que chega a liderança.

| † | Indica o álbum com melhor desempenho em 2015. |

| Data            | Álbum                                      | Artista(s)               | Vendas aproximadas  | Referência(s) |
| --------------- | ------------------------------------------ | ------------------------ | ------------------- | ------------- |
| 3 de janeiro    | 1989†                                      | Taylor Swift             | 375 mil             | [ 6 ]         |
| 10 de janeiro   | 1989†                                      | Taylor Swift             | 430 mil             | [ 7 ]         |
| 17 de janeiro   | 1989†                                      | Taylor Swift             | 244 mil             | [ 8 ]         |
| 24 de janeiro   | 1989†                                      | Taylor Swift             | 155 mil             | [ 9 ]         |
| 31 de janeiro   | Title                                      | Meghan Trainor           | 238 mil             | [ 10 ]        |
| 7 de fevereiro  | American Beauty/American Psycho            | Fall Out Boy             | 218 mil             | [ 11 ]        |
| 14 de fevereiro | 1989 †                                     | Taylor Swift             | 101 mil             | [ 12 ]        |
| 21 de fevereiro | 1989 †                                     | Taylor Swift             | 108 mil             | [ 13 ]        |
| 28 de fevereiro | If You're Reading This It's Too Late       | Drake                    | 535 mil             | [ 14 ]        |
| 7 de março      | Smoke + Mirrors                            | Imagine Dragons          | 195 mil             | [ 15 ]        |
| 14 de março     | Dark Sky Paradise                          | Big Sean                 | 173 mil             | [ 16 ]        |
| 21 de março     | Piece by Piece                             | Kelly Clarkson           | 97 mil              | [ 17 ]        |
| 28 de março     | Empire: Original Soundtrack from Season 1  | Vários                   | 130 mil             | [ 18 ]        |
| 4 de abril      | To Pimp a Butterfly                        | Kendrick Lamar           | 363 mil             | [ 19 ]        |
| 11 de abril     | To Pimp a Butterfly                        | Kendrick Lamar           | 123 mil             | [ 20 ]        |
| 18 de abril     | The Album About Nothing                    | Wale                     | 100 mil             | [ 21 ]        |
| 25 de abril     | Furious 7                                  | Vários                   | 111 mil             | [ 22 ]        |
| 2 de maio       | Handwritten                                | Shawn Mendes             | 119 mil             | [ 23 ]        |
| 9 de maio       | Sound & Color                              | Alabama Shakes           | 97 mil              | [ 24 ]        |
| 16 de maio      | Jekyll + Hyde                              | Zac Brown Band           | 228 mil             | [ 25 ]        |
| 23 de maio      | Wilder Mind                                | Mumford & Sons           | 249 mil             | [ 26 ]        |
| 30 de maio      | Pitch Perfect 2                            | Vários                   | 107 mil             | [ 27 ]        |
| 6 de junho      | Blurryface                                 | Twenty One Pilots        | 146 mil             | [ 28 ]        |
| 13 de junho     | At. Long. Last. ASAP                       | ASAP Rocky               | 146 mil             | [ 29 ]        |
| 20 de junho     | How Big, How Blue, How Beautiful           | Florence and the Machine | 137 mil             | [ 30 ]        |
| 27 de junho     | Drones                                     | Muse                     | 84 mil              | [ 31 ]        |
| 4 de julho      | Before This World                          | James Taylor             | 97 mil              | [ 32 ]        |
| 11 de julho     | Dark Before Dawn                           | Breaking Benjamin        | 141 mil             | [ 33 ]        |
| 18 de julho     | Dreams Worth More Than Money               | Meek Mill                | 307 mil             | [ 34 ]        |
| 25 de julho     | Dreams Worth More Than Money               | Meek Mill                | 307 mil             | [ 35 ]        |
| 1 de agosto     | Black Rose                                 | Tyrese Gibson            | 81 mil              | [ 36 ]        |
| 8 de agosto     | DS2                                        | Future                   | 147 mil             | [ 37 ]        |
| 15 de agosto    | Woman                                      | Jill Scott               | 62 mil              | [ 38 ]        |
| 22 de agosto    | Descendants (Original TV Movie Soundtrack) | Vários                   | 42 mil              | [ 39 ]        |
| 29 de agosto    | Kill the Lights                            | Luke Bryan               | 345 mil             | [ 40 ]        |
| 5 de setembro   | Kill the Lights                            | Luke Bryan               | 99 mil              | [ 41 ]        |
| 12 de setembro  | Immortalized                               | Disturbed                | 98 mil              | [ 42 ]        |
| 19 de setembro  | Beauty Behind the Madness                  | The Weeknd               | 412 mil             | [ 43 ]        |
| 26 de setembro  | Beauty Behind the Madness                  | The Weeknd               | 145 mil             | [ 44 ]        |
| 3 de outubro    | Beauty Behind the Madness                  | The Weeknd               | 99 mil              | [ 45 ]        |
| 10 de outubro   | What a Time to Be Alive                    | Drake e Future           | 375 mil             | [ 46 ]        |
| 17 de outubro   | Fetty Wap                                  | Fetty Wap                | 129 mil             | [ 47 ]        |
| 24 de outubro   | Unbreakable                                | Janet Jackson            | 116 mil             | [ 48 ]        |
| 31 de outubro   | Revival                                    | Selena Gomez             | 117 mil             | [ 49 ]        |
| 7 de novembro   | Pentatonix                                 | Pentatonix               | 98 mil              | [ 50 ]        |
| 14 de novembro  | Sounds Good Feels Good                     | 5 Seconds of Summer      | 192 mil             | [ 51 ]        |
| 21 de novembro  | Traveller                                  | Chris Stapleton          | 177 mil             | [ 52 ]        |
| 28 de novembro  | Traveller                                  | Chris Stapleton          | 124 mil             | [ 53 ]        |
| 5 de dezembro   | Purpose                                    | Justin Bieber            | 649 mil             | [ 54 ]        |
| 12 de dezembro  | 25                                         | Adele                    | 3 milhões e 480 mil | [ 55 ]        |
| 19 de dezembro  | 25                                         | Adele                    | 1 milhão e 160 mil  | [ 56 ]        |
| 26 de dezembro  | 25                                         | Adele                    | 728 mil             | [ 57 ]        |